# Zacarías González Domínguez
Zacarías González (Salamanca, 11 de febrero de 1923 - Alicante, 4 de octubre de 2003) fue un pintor de origen español. Su trayectoria artística se caracterizó inicialmente por una obra figurativa, evolucionando posteriormente hacia una fase abstracta. En su etapa final, González retornó a la figuración. Entre sus reconocimientos, se incluyen el Premio Biosca en 1960y la Medalla de Oro de la Ciudad de Salamanca 1986.

## Biografía
Mostró interés y habilidad en el arte desde temprana edad. Con 14 años, González  inició su carrera como ilustrador en La Gaceta Regional. Realizó los estudios de Magisterio en Salamanca y los de Bellas Artes en Madrid y Sevilla. 
Su primera exposición individual tuvo lugar en 1949 en la Escuela de San Eloy, institución donde también desempeñaba labores docentes en dibujo, donde desempeñaba labores docentes en dibujo. Posteriormente, participó en diversas exposiciones tanto en España como en el extranjero, incluyendo países como Francia, Suiza, Italia y Japón e Hispanoamérica.  A partir de 1963, decidió centrarse principalmente en la pintura y dejó de participar en exposiciones.En 1984, con motivo de su jubilación docente, llevó a cabo una importante exposición retrospectiva en la misma Escuela de San Eloy. González fue galardonado con el Premio Biosca en 1960  y recibió la Medalla de Oro de la Ciudad de Salamanca en 1986. 
Aparte de su labor como docente, se destacó como un prolífico dibujante e ilustrador gráfico de libros y ediciones destinadas a bibliófilos.
En su enfoque artístico, González consideraba la pintura como un oficio, y encontraba inspiración en espacios reducidos. Desarrolló un estilo personal, influenciado por el impresionismo, que se centraría en temas íntimos. Mostró reluctancia a vender sus obras, debido al fuerte vínculo emocional que mantenía con ellas.
Falleció en 2003 en Alicante.  Su familia donó a la Fundación Caja Duero la obra y propiedades del artista con la finalidad de que la Fundación se encargara del mantenimiento, conservación y difusión de la obra intelectual y artística del pintor. La donación se formalizó el 28 de julio de 2005 y se puede contemplar en la Casa Museo de Zacarías González. 

## Obra
La obra de Zacarías González se puede dividir en tres grandes etapas.

### Primera Figuración 1948-1958
Durante esta época, González desarrolló un enfoque personal de indagación y estudio, asimilando influencias de artistas como: Picasso, Palencia, Solana, Zabaleta y otros pintores de la Escuela de Madrid. El pintor citaba a Poussin y a Vermeer como referentes de los que había aprendido. 
Su modo de expresión comienza con el lápiz pero llega un punto en el que el óleo y el color lo sustituyen,después del descubrimiento en Madrid de los movimientos de vanguardia sus obras se hacen más personales y de muestran mayor madurez y homogeneidad de estilo con figuras claramente diferenciadas del fondo. Al final de esta etapa, la figuración comienza a entremezclarse con la abstracción, lo que será un indicio claro de la transformación hacia su siguiente etapa pictórica.
- Las Jugadoras (1947), El pintor y la modelo (1948), La mujer del armario (1949), La muchacha de las semillas (1950), Estudio en azul (1955), La mujer pensativa (1956), Bodegón Blanco (1957)

### Abstracción 1958-1965
Carlos Areán clasifica este periodo de Zacarías González en tres etapas esenciales: Informalista, Fluctuante-Gestual y Neogeométrica. Cada fase evidencia una transformación en su enfoque artístico. 
Primer momento (Informalista) [1955 - comienzos de 1958]: Composición y orden: enfoca la composición no como una suma de elementos, sino como una relación y conexión entre ellos, buscando un equilibrio compositivo a través de la simetría y la armonía. 
Segundo momento (Fluctuante-Gestual) [1958 - principios de 1963]: Equilibrio entre desorden y orden: La obra en este periodo se caracteriza por una tensión entre el desorden material y un orden compositivo, buscando un balance entre pasión y razón. Los títulos de las obras juegan un papel crucial en la interpretación de sus cuadros abstractos, sirviendo como guías para el espectador. 
Tercer momento (Neogeométrico) [1963 - 1965, extendiéndose hasta 1967]: Incorporación de objetos reales y metáforas: En esta etapa, introduce objetos enteros e identificables en sus obras, que funcionan tanto por su valor plástico como por su valor metafórico. Ejemplos incluyen "El ojo", con un óvalo de cristal, y "Hierro florecido", con clavos brotando de una placa metálica. Este periodo marca el paso del "informalismo-algo-figurativo" a la etapa final de hiperfiguración, con un uso más restringido de la materia y un enfoque en la estructura y en la integración de elementos reales. 
- Laúd (1954), Violoncello (1957), Majestad Femenina (1959), Macussiana (1960), Notas de un Espía (1961), Orto Pequeño (1964), Espejo (1966)

### Segunda Figuración 1965-2003
La etapa final de Zacarías González, representa una vuelta a la figuración después de un período enfocado en la abstracción, formada por elementos figurativos inspirados en la realidad, pero reinterpretados de manera subjetiva, manteniendo un estilo distintivo.  Las obras de este período muestran objetos y figuras reconocibles, utilizados como medios para explorar conceptos más profundos.  Se observa un enfoque en la composición, el color, la luz y la sombra, evidenciando un equilibrio entre la abstracción y la figuración. La paleta de colores empleada por González se vuelve más sobria y matizada.  Este período denota fusión de técnicas y elementos que dan lugar a una obra donde lo real y lo imaginario se entrelazan. La figura humana cobra gran importancia en la temática utilizada por el artista en este período.
- El Payaso Blanco (1968), El Viaje de las Parcas (1970), La pareja silenciosa (1970), Danae falsificada (1973), Los Personajes Imaginarios (1974), Los Malos Pensamientos (1976), El juego de Damas (1981), Los Amantes de la Geometría (1983), El pintor (1993), Fachada de Alicante (1998), Niño (2000)

## Premios
- Premio Biosca (1960).
- Medalla de Oro de la Ciudad de Salamanca (1983)